# George Platt Lynes
Pour les articles homonymes, voir Platt et Lynes.
George Platt Lynes, né le 15 avril 1907 à East Orange (New Jersey) et mort le 6 décembre 1955 à New York, est un photographe de mode et de publicité américain.

## Biographie
Il est le fils de Joseph Russell Lynes et d'Adelaide Sparkman. Il passe son enfance dans le New Jersey, mais fréquente la Berkshire School dans le Massachusetts. Il est envoyé à Paris en 1925 pour se préparer à l'université. Sa vie change irrémédiablement avec les amis qu'il s'y fait. Gertrude Stein, Glenway Wescott, Monroe Wheeler et ceux qu'il rencontre à travers eux ouvrent au jeune artiste un monde entièrement nouveau.
Il rentre aux États-Unis avec l'idée d'une carrière littéraire et ouvre une librairie à Englewood (New Jersey) en 1927. Il commence à s'intéresser à la photographie en prenant des photos de ses amis, qu'il expose dans sa boutique.
De retour en France l'année suivante en compagnie de Wescott et Wheeler, il parcourt l'Europe pendant plusieurs années, appareil photo à la main. Il se fait des amis proches parmi  de nombreux artistes tels que Jean Cocteau et le marchand et critique d'art Julien Levy. En 1932, Levy expose ses photographies dans sa galerie d'art à New York et Lynes ouvre son studio la même année. Il reçoit bientôt des commandes de Harper's Bazaar, Town & Country et Vogue, y compris une couverture avec celle qui fut peut-être le premier mannequin vedette, Lisa Fonssagrives.
En 1935, il doit prendre en photo les premiers danseurs et les productions de la toute récente compagnie de l'American Ballet fondée par Lincoln Kirstein et George Balanchine (maintenant le New York City Ballet).
Tout en poursuivant sa carrière de photographe de mode et en travaillant pour des clients aussi importants que Bergdorf Goodman et Saks Fifth Avenue dans les années 1930 et 1940, il perd le goût pour ce travail et entreprend une série de photos sur des personnages et des histoires de la mythologie grecque. Il est aussi fort célèbre pour avoir pris en photo le groupe des artistes exilés de France vers les États-Unis lors de l'exposition First Papers of Surrealism organisée par André Breton et Marcel Duchamp chez Pierre Matisse Gallery en février 1942 à New York.  
Vers le milieu des années 1940, désabusé, il quitte New York pour Hollywood, où il devient photographe en chef des studios Vogue[réf. souhaitée]. Il photographie Katharine Hepburn, Rosalind Russell, Gloria Swanson et Orson Welles, ainsi que d'autres artistes parmi lesquels Aldous Huxley, Igor Stravinsky et Thomas Mann. C'est un succès artistique mais un échec financier.
Ses amis l'aident à rentrer à New York, en 1948. Mais d'autres photographes tels que Richard Avedon, Edgar de Evia et Irving Penn ont pris sa place dans le monde de la mode. Le travail commercial ne l'intéresse plus et il ne parvient pas renouer avec le succès.
Il consacre alors sa vie photographique à l'imagerie homoérotique. Il avait commencé dans les années 1930 à photographier des nus dans son cercle d'amis et d'artistes, dont le jeune Yul Brynner, mais ces tirages n'étaient connus que par des intimes. Il commence à travailler avec le docteur Alfred Kinsey et son institut à Bloomington (Indiana), qui de nos jours renferme la plus grande collection de nus masculins. Il se déclare deux fois en faillite.
En mai 1955, on lui découvre un cancer des poumons en phase terminale. Il ferme son studio de photographie et on pense alors qu'il détruit la plupart de ses tirages et de ses négatifs, principalement des nus masculins. Toutefois, conscient de la valeur de sa collection, il en transfère secrètement la majeure partie à l'Institut Kinsey.
Après un dernier voyage en Europe, Lynes revient à New York où il meurt.

## Vie privée
Lors de son premier séjour parisien en 1925, Georges Platt Lynes noue une relation qui l'accompagnera toute sa vie sentimentale et professionnelle avec le couple formé par le curateur Monroe Wheeler et le poète et romancier Glenway Wescott, qui inspireront, soutiendront et financeront ses débuts de photographe. Le trio vivra ensemble de 1934 à 1943 à New York. En 1942, son assistant et amant George Tichenor est tué au front. Il engage alors le frère de ce dernier, Jonathan, qui devient également son amant.

## Expositions

### Expositions individuelles
- 2022 : Rétrospective, PHotoEspaña 2022, Leica Gallery, Madrid

### Expositions collectives
- 2014 : Le corps masculin, avec des photographies de Andy Warhol, Herb Ritts, George Platt Lynes, Arno Rafael Minkkinen, Arthur Tress, Raymond Voinquel, Lucien Clergue, Jan Saudek, Malick Sidibé, Joel-Peter Witkin, le baron Wilhelm von Gloeden, etc ... dans le cadre du Mois de la photo 2014, du 1er novembre au 13 décembre 2014, Galerie David Guiraud, Paris

## Livres
- Ballet, photographies de George Platt Lynes, Twelvetrees Press, Pasadena, 1985